# Pupin (kráter)

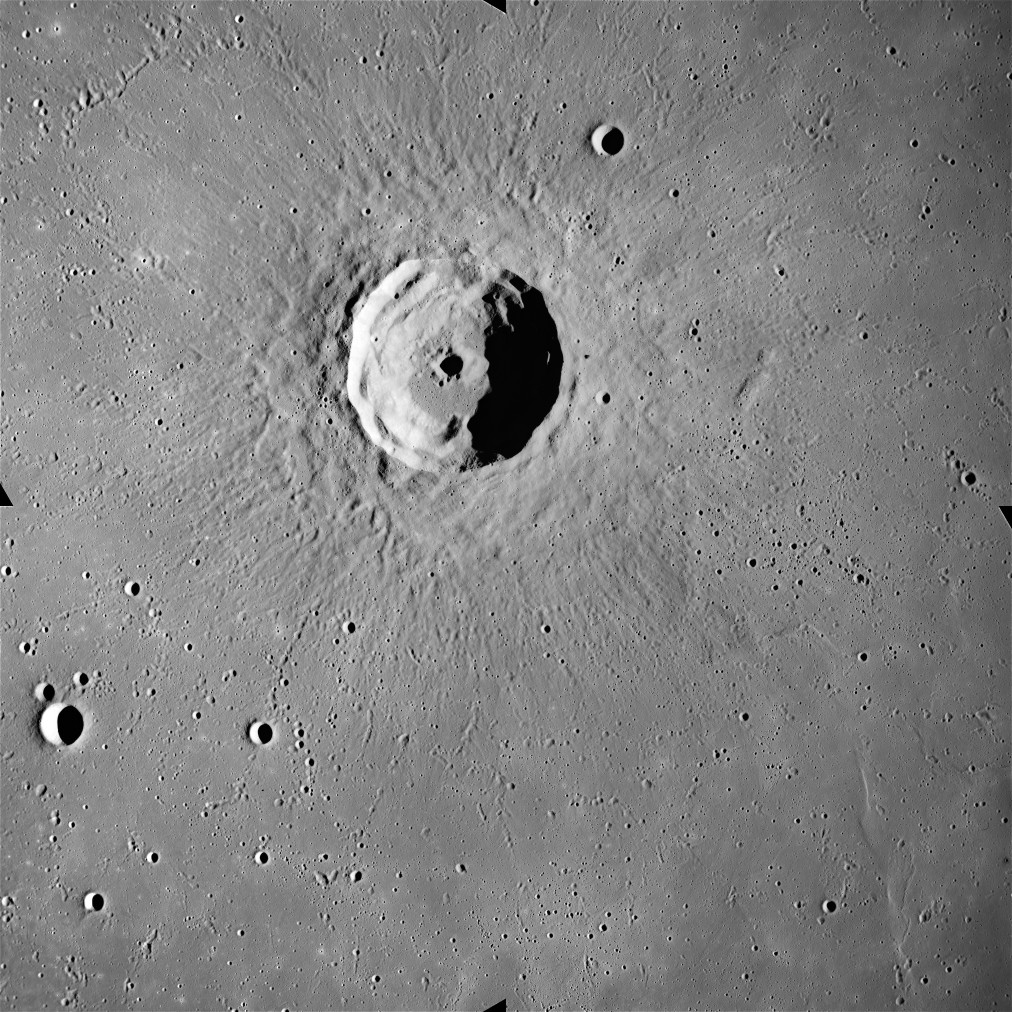
Kráter Timocharis (největší z kráterů na fotografii). Pupin je největší tečka v pravém dolním rohu fotografie.

Pupin je malý měsíční impaktní kráter nacházející se v oblasti Mare Imbrium (Moře dešťů) jihovýchodně od výrazného kráteru Timocharis na přivrácené straně Měsíce. Má průměr 2 km a je hluboký 400 m, pojmenován je podle srbského fyzika Mihajla I. Pupina. Než jej v roce 1976 Mezinárodní astronomická unie přejmenovala na současný název, nesl kráter označení Timocharis K.
Severo-severovýchodně od něj leží dvojice kráterů Feuillée a Beer. Východně poblíž Montes Archimedes leží kráter MacMillan. Jihovýchodně leží zatopený kráter Wallace.